# La Loi de la jungle (film, 2019)
Pour les articles homonymes, voir La Loi de la jungle.
Pour plus de détails, voir Fiche technique et Distribution.
La Loi de la jungle (Jungleland) est un film dramatique américain coécrit et réalisé par Max Winkler et sorti en 2019.

## Synopsis
Les frères Walter et Stanley Kaminski sont employés dans une usine de couture dans le Massachusetts. Une fois la nuit tombée, ilsparticipent à des combats de boxe clandestins pour gagner leur vie. Ancien boxeur professionnel surnommé « Lion », Walter est coaché par son frère, Stanley, qui n'est d'autre qu'un ancien détenu. Un soir, après avoir perdu, Walter contracte une dette auprès d'un criminel local, Pepper, qui avait misé sur lui une somme de 2 000 dollars. Après avoir frappé Stanley, ce dernier leur propose un deal pour annuler leur dette. Ensemble, ils doivent participer à un combat de boxe ultra violent, le Jungleland, situé à Chinatown à San Francisco tout en escortant une adolescente, Sky, à Reno dans le Nevada. Durant le voyage, Sky drogue Walter et prend la fuite. Elle est finalement rattrapée par Stanley qui apprend qu'il doit la livrer à un gangster, Yates, avec qui il a travaillé dans le passé. Voulant s'enrichir en respectant le plan de Pepper, Stanley refuse de l'épargner et accepte de l'amener vers Yates. Mais Walter n'est pas de cet avis car il s'est attaché à la jeune fille, qui lui fait comprendre que son frère se sert de lui. Walter va alors s'opposer à Stanley.

## Fiche technique
Sauf indication contraire, les informations mentionnées dans cette section peuvent être confirmées par la base de données cinématographiques IMDb,  présente dans la section « Liens externes ».
- Titre original : Jungleland
- Titre français : La Loi de la jungle
- Réalisation : Max Winkler
- Scénario : Theodore B. Bressman, David Branson Smith et Max Winkler
- Photographie : Damian Garcia
- Musique : Lorne Balfe
- Production : Jules Daly, Brad Feinstein, Ryan Stowell et Kevin J. Walsh (en)
- Sociétés de production : Romulus Entertainment et Scott Free Productions
- Sociétés de distribution : Paramount Pictures (États-Unis), Vertical Entertainment (États-Unis, VOD)
- Pays d'origine :  États-Unis
- Langue originale : anglais
- Format : couleur - 2.35:1
- Budget : n/a
- Genre : drame, sport, road movie
- Durée : 90 minutes
- Dates de sortie :
  - Canada : 12 septembre 2019 (festival international du film de Toronto)
  - États-Unis : 6 novembre 2020 (sortie limitée en salles)
  - États-Unis : 10 novembre 2020 (VOD)
  - France : 11 mars 2021 (VOD)

## Distribution
- Jack O'Connell (VF : Valentin Merlet) : Walter « Lion » Kaminski
- Charlie Hunnam (VF : Marc Arnaud) : Stanley Kaminski
- Jessica Barden (VF : Fanny Bloc) : Sky / Mary McGinty
- Jonathan Majors (VF : Jean-Baptiste Anoumon) : Pepper
- Owen Burke : Meadows
- Fran Kranz : Buck Noble
- Frank L. Ridley : Burly Father
- John Cullum : le colonel Yates
- Nick Mullen : Clay Carlson
- Lucien Spelman (VF : Jean-Marc Charrier) : Roman
- Jere Shea : McGinty, le beau-père

## Production
Le tournage a lieu dans le Massachusetts (Fall River, New Bedford, Taunton) ainsi qu'à Pawtucket dans le Rhode Island, Buffalo dans l'État de New York, Gary dans l'Indiana, Reno dans le Nevada et San Francisco en Californie,

## Sortie
Le film est présenté en avant-première le 12 septembre 2019 au festival international du film de Toronto 2019. En septembre 2020, Vertical Entertainment acquiert les droits de distribution pour le sol américain. Une sortie limitée dans quelques salles américaines a lieu le 6 novembre 2020 avant une diffusion en vidéo à la demande le 10 novembre 2020. En France, il ne sort qu'en VOD à partir du 11 mars 2021.